# Misión topográfica Radar Shuttle

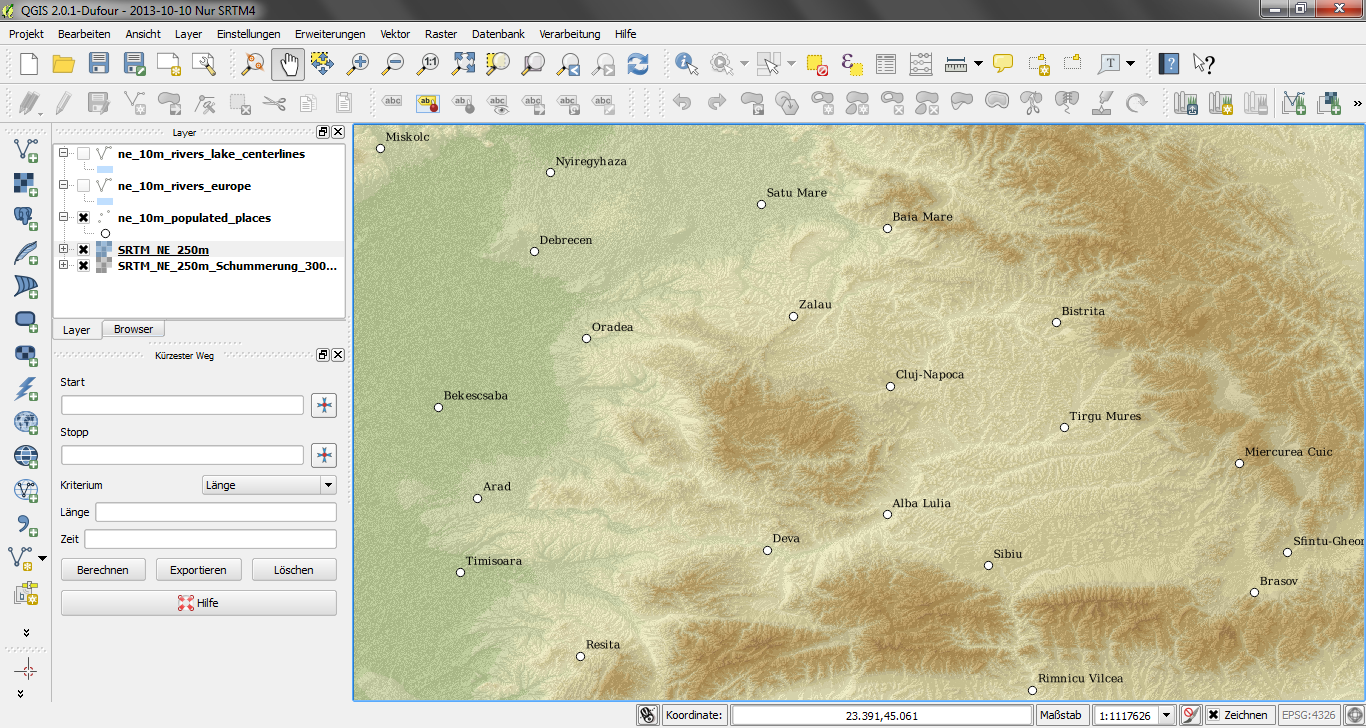
Sistema de Información Geográfica QGIS con capas ráster de MDE provenientes de la misión SRTM.

La Misión Topográfica Shuttle Radar (acrónimo en inglés SRTM, de Shuttle Radar Topography Mission)  es un proyecto internacional entre la Agencia Nacional de Inteligencia-Geoespacial, NGA, y la Administración Nacional de la Aeronáutica y del Espacio, NASA. Su fin es obtener un modelo digital de elevación de la zona del globo terráqueo entre 56 °S a 60 °N, de modo que genere una completa base de mapas topográficos digitales de alta resolución de la Tierra. Esta base cartográfica ha sido ampliamente utilizada en diferentes campos del conocimiento relacionados con la geomática al poderse descargar gratuitamente a través de Internet.

## Características
El SRTM consiste en un sistema de radar especialmente modificado que voló a bordo del transbordador espacial Endeavour durante los 11 días de la misión STS-99 de febrero de 2000. Para adquirir los datos de elevación topográfica estereoscópica la SRTM llevaba dos reflectores de antenas de radar. Cada reflector-antena estaba separado del otro 60 metros gracias a un mástil que extendía la anchura del transbordador en el espacio. La técnica empleada conjuga software interferométrico con SAR (radares con anchos "sintéticos" en sus antenas reflectoras). 
Los modelos de elevación se arreglan en píxeles de 1º de latitud por 1º de longitud, nombrados de acuerdo a sus esquinas sudoestes. Entonces:
- n45e006 = 45°00′N 6°00′E / 45.000, 6.000 a 46°00′N 7°00′E / 46.000, 7.000.
- s45w006 = 45°00′S 6°00′O / -45.000, -6.000 a 44°00′S 5°00′O / -44.000, -5.000.

La resolución de las celdas de los datos fuente es de 1 segundo de arco, sobre Estados Unidos y en el resto del mundo, 3 segundos de arco. Cada parte de tres segundos de arco tienen 1201 filas, y cada fila consiste en 1201 celdas de 16 bits bigendiano.
Los modelos de elevación derivados de los datos del SRTM se usan en multitud de campos relacionados con la geomática, entre los que destacan los Sistema de Información Geográfica.

## Áreas sin datos

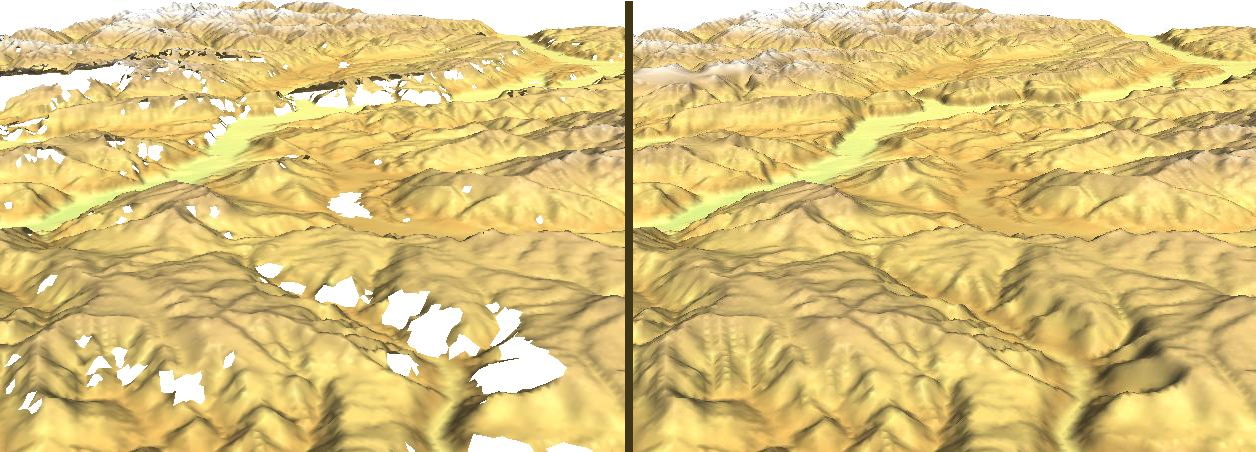
Ejemplo de corrección ante la ausencia de datos del SRTM mediante interpolación en GRASS.

Los conjuntos de datos de elevación se ven afectados por las áreas vacías en montañas y en desiertos. Aunque la cantidad sin datos no es mayor al 0,2 % del total explorado, es un problema en áreas con intenso relieve. Debido al efecto de sombra orográfica afectan a áreas de relieve intenso, como grandes cadenas montañosas, cañones y desfiladeros. 
Esta falta de datos se ha venido resolviendo completando mediante el uso de datos provenientes de otras fuentes. Aquellos vacíos donde no existe información requiere el uso de algoritmos de interpolación de los datos vecinos, lo que puede dar lugar a resultados irreales. Donde los vacíos de datos son excesivos, ningún algoritmo de interpolación puede dar resultados satisfactorios. Algunos desarrolladores como NASA World Wind y Google Earth, han mejorado sus resultados usando 1 segundo de arco para los Estados Unidos y 3 segundos de arco para el resto del mundo.